# Anne Nagel (Schauspielerin)
Anne Nagel (* 29. September 1915 in Malden, Massachusetts als Anne Marie Dolan; † 6. Juli 1966 in Los Angeles, Kalifornien) war eine US-amerikanische Schauspielerin. Sie spielte 25 Jahre lang in Abenteuern, Mysterien und Komödien. In den 1950er-Jahren trat sie auch in Fernsehserien auf.

## Biografie
Nagel wurde als Tochter stark religiöser Eltern in Malden, Massachusetts geboren. Ihre Eltern schicken sie auf die Notre Dame Academy in Hingham in der Hoffnung, sie würde eine Nonne werden. Sie entfernte sich langsam von ihrem religiösen Leben, als sie als Teenager einen Teilzeitjob als Fotomodel annahm und Mitglied der Shubert Theatre Company wurde. In dieser Zeit ließen sich ihre Eltern scheiden, und ihre Mutter heiratete den Technicolor-Experten Curtis Nagel, der bei den Tiffany Studios in Hollywood angestellt war. Die Familie zog nach Kalifornien, und Curtis Nagel engagierte seine Stieftochter für einige Technicolor-Kurzfilme.
Im Jahre 1932 sicherte sich Nagel, die zu diesem Zeitpunkt bei Warner Brothers unter Vertrag stand, eine kleine Rolle in Hypnotized als Balletttänzerin. Im August 1935 unterschrieb sie als eine von 14 jungen Frauen einen sechsmonatigen Vertrag bei 20th Century Fox, nachdem sie deren Trainingsschule 18 Monate lang besucht hatten. Die Verträge enthielten die Verlängerungsoption um sieben Jahre. Nagel verbrachte die nächsten Jahre damit, als Tänzerin oder in kleinen Rollen, die nicht im Abspann erwähnt werden, aufzutreten.
Zu sehen war sie 1936 an der Seite von Ross Alexander in Here Comes Carter. Weitere Rollen folgten in Footloose Heiress, Three Legionnaires, Guns of the Pecos, Torchy Blane und Adventurous Blonde (alle 1937). In den vierziger Jahren ergatterte sie ebenfalls einige Rollen, wie in Mein kleiner Gockel neben W. C. Fields und Mae West. Im selben Jahr war sie ebenfalls in Schwarzer Freitag, Hot Steel und Diamond Frontiers vertreten. In Horrorfilmen spielte sie oft eine Heldin. Nach Verträgen bei Warner Brothers und Universal Pictures, wo sie jeweils nicht nachhaltig auf sich aufmerksam machen konnte, arbeitete sie ab Mitte der 1940er-Jahre vorwiegend für kleinere Filmstudios und deren B-Movies. Ende der vierziger Jahre arbeitete Nagel beim Fernsehen und war in Folgen von The Range Rider (1951) und Circus Boy (1957) zu sehen.
Am 17. September 1936 heiratete sie den Schauspieler Ross Alexander, der nur ein Jahr später Suizid beging. Fünf Jahre später, 1941, heiratete Nagel den Air Force Lt. Col. James H. Keenan. Diese Ehe wurde am 22. Mai 1951 geschieden. Zuletzt litt Nagel unter Alkoholproblemen. Ein Buch beschrieb sie wegen ihrer Schicksalsschläge als „einen der wahren Pechvögel Hollywoods“. Nagel starb am 6. Juli 1966 im Sunray North Convalescent Hospital in Hollywood mit nur 50 Jahren an Leberkrebs. Sie wurde auf dem Holy Cross Cemetery in Culver City beigesetzt.

## Filmografie

### Filme
- 1933: College Humor
- 1934: Wir senden Sonne (Stand Up and Cheer!)
- 1935: George White’s 1935 Scandals
- 1936: Here Comes Carter
- 1936: Wem gehört die Stadt? (Bullets or Ballots) (Alternativtitel  Revolver und Roulette)
- 1936: China Clipper
- 1937: The Footloose Heiress
- 1937: Three Legionnaires
- 1937: Guns of the Pecos
- 1937: Torchy Blane
- 1937: Adventurous Blonde
- 1937: Hoosier Schoolboy
- 1937: A Bride for Henry
- 1937: The Case of the Stuttering Bishop
- 1938: Mystery House
- 1939: Legion of Lost Flyers
- 1940: The Green Hornet
- 1940: Don Winslow of the Navy
- 1940: Die unsichtbare Frau (The Invisible Woman)
- 1940: Schwarzer Freitag (Black Friday)
- 1940: Mein kleiner Gockel (My Little Chickadee)
- 1941: The Green Hornet Strikes Again!
- 1941: Monstermann verbreitet Schrecken (Man Made Monster)
- 1941: Gib einem Trottel keine Chance (Never Give a Sucker an Even Break)
- 1942: The Mad Doctor of Market Street
- 1942: The Mad Monster
- 1942: The Secret Code
- 1943: Women in  Bondage
- 1946: Charlie Chan – Die Falle (The Trap)
- 1947: Blondie’s Holiday
- 1948: Venus macht Seitensprünge (One Touch of Venus)
- 1948: Jedes Mädchen müßte heiraten (Every Girl Should Be Married)
- 1948: Dr. Johnsons Heimkehr (Homecoming)
- 1948: Der Pantoffelheld (An Innocent Affair)
- 1948: Fünf auf Hochzeitsreise (Family Honeymoon)
- 1949: The Stratton Story
- 1950: Armored Car Robbery

### Serien
- 1951: The Range Rider (2 Episoden)
- 1957: Corky und der Zirkus (Circus Boy) (1 Episode)[5]